# Rudolf Hillebrecht
Rudolf Hillebrecht (Linden, 26 de febrero de 1910 – Hanóver, 6 de marzo de 1999) fue un arquitecto alemán, que tras la Segunda Guerra Mundial trabajó como gerente municipal de urbanismo en Hanóver. Para reconstruir las ruinas de la ciudad, que quedó destruida en un 52%, propuso el modelo de autogerechte Stadt (ciudad orientada al coche). Se le criticó por haber destruido edificios históricos y zonas singulares de la ciudad.

## Educación e inicios de su carrera
Hillebrecht nació en el entonces independiente Linden (desde 1920 forma parte de la ciudad de Hanóver) y en 1928 recibe la educación secundaria en el Kaiserin-Auguste-Victoria-Gymnasium. Estudió entre otros con Walter Gropius. Encontró su primer empleo en Hamburgo, construyendo un cuartel.
A continuación rechaza seguir trabajando para el gobierno y junto al arquitecto Konstanty Gutschow, el "arquitecto del río Elba", gana un concurso para construir un rascacielos de 250 metros de altura para el NSDAP, aunque nunca se llegó a realizar. En realidad, Gutschow rechazó los edificios altos en el centro de la ciudad por generar demasiado tráfico. Hillebrecht despliega su gran capacidad de organización, por ejemplo, en la adquisición de materiales de construcción y las reservas de hierro de todo el Reich. Albert Speer se fijó en él, que le contrató para el grupo encargado de reconstruir las ciudades bombardeadas. 
Después de ser capturado por los británicos, comenzó a trabajar en noviembre de 1945 en Minden en la construcción del edificio del Departamento Central de Economía de la zona británica.

## Gerente municipal de urbanismo en Hanóver
Después de su exitosa aplicación como urbanista en Hannover tuvo éxito contra una resistencia considerable, para disuadir a los propietarios de tierras a sus viejas líneas de vuelo, para permitir una planificación urbana orientada al coche. Uno de sus éxitos com urbanista en Hanóver fue conseguir convencer a los propietarios de las parcelas, de renunciar a las alineaciones históricas para llevar a cabo su proyecto de autogerechten Stadt. Del área de intervención de 61 hectáreas de la parte destruida de la ciudad, los propietarios tuvieron que dar al 15% a la ciudad de manera gratuita. Un ejemplo sería el barrio de Kreuzkirchen, donde ejes barrocos de la parte residencial de la parte antigua de la ciudad fueron abandonados en favor de calles curvas. Las vías exteriores y el anillo interior debían absorber el tráfico para hacer el acceso al centro más fácil. "Der Spiegel" dedicó en 1959 un artículo a su figura y a la ciudad de Hanóver. "El milagro de Hanóver" fue portada. Hillebrecht es considerado como representante del tipo de urbanismo característico del autogerechten Stadt, donde el coche es el protagonista.
La construcción de grandes vías (Hamburger y Berliner Alle, Leibnizufer) en el centro de la ciudad resolvió parte de los problemas de la gran densidad anterior a la guerra. Las amplias calles separan barrios enteros de la ciudad y ayudan a potenciar la arquitectura de los edificios singulares. Calenberger Neustadt, la primera gran amplición de la ciudad, llevada a cabo en el siglo XVII, queda separada del casco antiguo por la avenida Leibnizufer, de ocho carriles. Al rellenarse de arena uno de los brazos del Leina que la rodea, esta isla del río en el casco antiguo quedó más indefinida.
Además, Hillebrecht tuvo que hacer frente a las críticas por parte de la población, al demoler varios edificios históricos que habían sobrevidido a la guerra: la noria de agua del Leineschloss o el castillo Friederikenschlösschen, obra de Georg Ludwig Friedrich Laves, en Friederikenplatz. Muchos de los edificios demolidos eran bloques de pisos con patio trasero del período Gründerzeit, por ejemplo en que hoy es la "berliner Allee". Las demoliciones se llevaron a cabo hasta bien entrados los años 70. También se preveía la demolición de barrios enteros de la zona de List, aunque no se llevaron a cabo. La demolición de la noria sería descrita más tarde por el propio Hillebrecht como un error.
A diferencia de otros urbanistas, desde el principio colocó al tráfico rodado como protagonista de sus proyectos. Hillebrecht era un hombre de la Bauhaus, que rechazó el historicismo, hablaba de "construir" en vez de "reconstruir". Desde su cargo mandó construir el entonces mayor espacio peatonal de Alemania en el centro Hanóver, lo que le hizo ganar reputación como ciudad comercial en el norte de Alemania. A pesar de ello, el trabajo de Hillebrecht es criticado en Hanóver. En 1957 él mismo habló de "oportunidades perdidas". Aunque nunca se preocupó por los detalles arquitectónicos ("No me preocupo, por la reglamentación de las ventanas"), entendía como parte de su trabajo ocuparse del mobiliario urbano, que como mecenas encargaba a jóvenes artistas.
Hanns Adrian sucedió en su puesto a Hillebrecht en 1975.
Su tumba se encuentra en el cementerio de Engesohde, en Hanóver. La plaza frente al edificio administrativo de urbanismo del Rathaus lleva su nombre.

## Cargos y premios
- 1951 Profesor honorario de la Universidad Técnica de Hanóver
- 1953 Reconocimiento por parte de la Oficina Estatal de la Baja Sajonia para la Protección de los Consumidores y Seguridad Alimentaria[2]
- 1957 Miembro de la Academia Alemana para la Planificación Urbana y Regional
- 1957-79 Presidencia del Consejo de Planificación para Berlín Oeste.
- 1958 Doctor honoris causa de la RWTH Aachen
- 1964 Condecoración Pour le Merite a las Artes y las Ciencias
- 1966 Presidente de la Sociedad Leibniz de Hanóver
- 1973 Presidencia de la Comisión de Construcción de la Asociación de Ciudades Alemanas
- 1973 Presidencia del Observatorio de Urbanismo
- 1974 Socio de la Academia de las Artes de Berlín
- 1980 Ciudadano honorario de la ciudad de Hanóver